# Joan Beauchamp Procter
Joan Beauchamp Procter FZS, FLS (Londres, 5 de agosto de 1897 - Londres, 20 de septiembre de 1931) fue una destacada zoóloga británica, reconocida internacionalmente por sus trabajos de herpetología. Trabajó inicialmente en el Museo de Historia Natural de Londres y luego en la Sociedad Zoológica de Londres, y como primera mujer comisaria en reptiles del Zoo de Londres. Su vida fue corta, condicionada por una mala salud crónica. Sin embargo, realizó un trabajo taxonómico importante, e hizo importantes contribuciones innovadoras a la práctica veterinaria y en las exhibiciones en los zoológicos. También escribió artículos científicos sobre zoología y de divulgación, incluyendo unos primeros relatos sobre el comportamiento de los dragones de Komodo en cautividad. 

## Juventud
Joan Procter nació en Londres el 5 de agosto de 1897. Era hija de Joseph Procter, corredor de bolsa, y Elizabeth Procter, artista. Su abuelo William Brockbank era un amante del arte y también un botánico y geólogo aficionado. Los intereses familiares en las artes y las ciencias influyeron tanto en Joan como en su hermana Chrystabel Prudence Goldsmith Procter (1894-1982). La casa familiar disponía de grandes jardines, lo que facilitó las actividades infantiles de las hermanas en la historia natural.
Mientras se encontraba en la escuela Norland Place (1904-1908), Joan Procter se interesó sobre todo por los anfibios y los reptiles. Ya a los 10 años de edad tenía varias serpientes y lagartijas como mascotas, una de ellas era una lagartija de Dalmacia (Podarcis melisellensis), que viajaba con ella a todas partes y se sentaba en la mesa a su lado a la hora de comer. Se familiarizó con todas las especies de reptiles británicas. Era un niña enferma, pero, a los 12 años, pasó seis meses a Suiza disfrutando del baile, descenso en trineo y la botánica. Este fue el único momento en que estuvo relativamente libre de la enfermedad intestinal crónica que la afectó durante el resto de su vida. 
Su fascinación por los reptiles continuó durante su etapa en la San Pablo Girls School, Hammersmith (de 1908 a 1916). Cuando tenía 16 años, adquirió una cría de cocodrilo como mascota y le llevó a la escuela, provocando la estupefacción en la clase. Se decía que era una estudiante "brillante", pero la enfermedad la llevó a abandonar la idea de ir a la Universidad de Cambridge.

## Museo de Historia Natural de Londres
Los estudios de Joan Procter sobre los reptiles atrajeron la atención de George Albert Boulenger, entonces conservador de reptiles y peces en el Museo de Historia Natural y fomentó su interés. Cuando abandonó el colegio, Boulenger le invitó a trabajar bajo su dirección y en 1916 se convirtió en su asistente, trabajando en el museo de South Kensington como voluntaria. Boulenger se convirtió en su mentor, lo que le permitió dedicarse a la zoología académica, aunque no disponía de títulos universitarios. A la edad de 19 años, presentó su primera ponencia científica, sobre variaciones de una especie central y sudamericana de víboras, en la Sociedad Zoológica de Londres (ZSL, por sus siglas en inglés). En agosto de 1917 fue elegida miembro de la Sociedad Zoológica. Cuando en 1920 Boulenger se jubiló, asumió la responsabilidad de los reptiles del museo.
Entre 1917 y 1923 investigó y escribió una serie de trabajos científicos sobre la anatomía, la clasificación y los hábitos de reptiles y anfibios. Destaca entre ellos el estudio de una tortuga oriental africana, ahora conocida como Malacochersus tornieri, que es capaz de ocultarse en las fisuras rocosas debido a su caparazón flexible. Procter mantuvo abundante correspondencia con científicos de todo el mundo. Buena parte de su trabajo en el museo fue describir formalmente animales recogidos por otros. Fue elegida miembro de la Sociedad Linneana de Londres (FLS), en reconocimiento a la gran calidad de este trabajo taxonómico. También fue miembro de la Sociedad de Historia Natural de Bombay. Joan Procter fue también una dibujante y modelista reconocida. En el museo, fabricó modelos para vitrinas y combinó su estilo artístico con precisión científica en una serie de pinturas de anfibios y reptiles que se reproducían en color como postales. 

## Sociedad Zoológica de Londres
Las habilidades artísticas y técnicas de Joan Procter se difundieron en la Sociedad Zoológica de Londres, gracias a la amistad con el hijo de George Boulenger, Edward G. Boulenger, que había sido el comisario de reptiles de la sociedad desde 1911. A principios de 1923 tenía la responsabilidad de desarrollar el nuevo acuario en el zoológico de Londres. Aunque continuaba trabajando en el Museo Británico (Natural History), Procter le ayudó durante varios meses, construyendo maquetas de los nuevos depósitos de agua y aplicando su vertiente artística con diseños con fondos rocosos. Conoció a Sir Compton Mackenzie, que suministró grandes cantidades de arena de concha para el acuario de las islas anglonormandas de Herm. Más tarde, ese año, Edward Boulenger fue nombrado director del acuario y Joan Procter su sucesora como conservadora de reptiles. En una correspondencia con Karl Patterson Schmidt en Chicago, Procter le confió que se está contenta de abandonar el Museo de Historia Natural para que las condiciones no eran favorables para las mujeres.

### Trabajos de diseño en el Zoo de Londres
Tras su éxito con el acuario, diseñó trabajos con roca para zonas exteriores en el zoo, incluyendo el Antelope Paddock. También hizo modelos de extensas estructuras de roca para Monkey Hill (1924-1925) que se construyó en el lugar del actual Hospital Animal. La gran comunidad de papiones sagrados que se establecieron resultó muy popular entre los visitantes y, durante la vida de Joan Procter, Monkey Hill fue considerada un gran éxito. Más tarde, la dinámica social de los babuinos se convirtió en demasiado problemática para resolver; el cerro se utilizó entonces para cabras y, brevemente, para macacos rhesus, antes de ser cerrado y derribado poco después de la Segunda Guerra Mundial. El último éxito de Procter fue Reptile House, construida entre 1926 y 1927. Fue el primer edificio de su tipo construido expresamente en el mundo, y todavía está en uso. Diseñó trabajos de roca y piscinas para recintos de reptiles. Un artista escénico teatral, John Bull, se encargó de diseñar los escenarios naturales. Si bien, el arquitecto Sir Edward Guy Dawber añadió formas italianas, la estructura básica, el plan y los detalles de la exposición del edificio de reptiles fueron completamente obra de Joan Procter. Peter Chalmers Mitchell, entonces secretario de la Sociedad Zoológica, escribió que "desde el principio hasta el final fue su casa". Incorporaba muchas de las nuevas ideas tecnológicas de Procter. Fue pionera en el uso de Vita-glass, que permitía que la luz ultravioleta natural, necesaria por los reptiles para la síntesis de la vitamina D, llegara a los animales. También añadió otras características sofisticadas como la circulación direccional de los visitantes, la calefacción eléctrica diferencial de los cerrados, y la iluminación principal del acuario, que se adoptaron posteriormente en otros edificios del zoo. Posteriormente, colaboró con Peter Chalmers Mitchell en el diseño de la puerta principal (1928), que también se atribuye a Sir Edward Guy Dawber. Se mantiene en uso, y en gran parte sin alterar. 

### Manipulación de animales peligrosos
Joan Procter se convirtió en experta en el manejo rutinario de grandes reptiles como pitones, cocodrilos y dragones de Komodo. Los dos primeros dragones de Komodo en llegar a Europa fueron expuestos en la Casa de los Reptiles del Zoo de Londres cuando se inauguró en 1927. Estableció una relación extraordinaria con estos animales, demostrando que su comportamiento en cautividad podría ser contrario a su imagen popular como depredadores peligrosos. Ella era consciente de que "sin duda podrían matar a si desearan, o dar una mordida terrible",  pero con una buena atención, alimentación y manejo rutinario los dragones pudieron ser considerados "como perros domésticos que incluso todo parecían mostrar afecto". El dragón llamado Sumbawa se convirtió en la mascota personal de Joan Procter y la acompañaba en los paseos por el Zoo que a menudo el "dirigía" sosteniendo la cola. Se le veía domesticado con los visitantes, incluidos los niños pequeños. Una fotografía en uno de sus artículos publicados muestra a Sumbawa junto a un niño de dos años que parece que le clave una patada en la cabeza del reptil. En 1928, mostró a este animal en una reunión científica de la Sociedad Zoológica, alimentándolo con pollo, huevos y una paloma en mano mientras la acariciaba y la golpeaba suavemente.
Trabajó estrechamente con el patólogos de la Sociedad Zoológica para identificar enfermedades y se convirtió en experta en el tratamiento de animales enfermos. A veces necesitaba asistencia ya que un dragón de komodo "requería tres cuidadores fuertes para retener el animal mientras le abría la boca".  Utilizando equipos especiales diseñados para ella, realizó con éxito una serie de procedimientos veterinarios muchos de los cuales "no se habían intentado hasta ese momento".

## Reconocimiento nacional e internacional
Como primera mujer comisaria de reptiles del zoo de Londres, Joan Procter alcanzó un estatus de celebridad considerable en poco tiempo. En su casa, en la plaza de San Marcos, cerca del zoológico, mantuvo un chimpancé como mascota llamado Johnnie. Guardó varios reptiles vivos en su salón, incluyendo serpientes peligrosas (en cerrados de vidrio). En la prensa popular, tanto de Gran Bretaña como de Estados Unidos se promovió la imagen de una joven inusualmente interesante responsable de animales exóticos y peligrosos. Contribuyó con artículos en libros y revistas científicas como las Wonders of Animal Life de JA Hammerton. Mediante sus publicaciones y su correspondencia con otros científicos, se hizo reconocida internacionalmente como herpetóloga, y el 28 de marzo de 1931 fue galardonada con un doctorado honorífico, doctor en ciencias (DSC) por la Universidad de Chicago en reconocimiento a sus trabajos.

## Mala salud y muerte prematura
La mala salud la sufrió durante toda su vida adulta, se tuvo que someter a varias operaciones quirúrgicas, mostró una gran determinación y buen humor, pero todos sus éxitos se lograron en un contexto de dolor constante. En 1928, después de cinco años de intensa actividad en el zoo de Londres, decidió renunciar a su cargo. Herbrand Russell, undécimo duque de Bedford, como presidente de la Zoological Society, negarse a aceptar su dimisión. En 1928, Peter Chalmers Mitchell la involucró en la planificación del nuevo parque zoológico que entonces se desarrollaba en Whipsnade y la envió a quedarse allí, en la Hall Farm, mientras se recuperaba de su enfermedad. Cada mañana cabalgaba sobre un burro o un caballo desde Hall Farm, la pista que siguió todavía existe dentro del Zoo de Whipsnade, llamado a su memoria como "Miss Joan’s Ride". La participación de Joan Procter con reptiles grandes, potencialmente peligrosos, continuó durante sus últimos años. En Whipsnade tuvo un estrecho encuentro con un oso pardo escapado, que capturó atrayéndolo con un poco de miel antes de encerrarlo en un lavabo. Hacia el final de su vida, cuando sólo podía recorrer el recinto del zoológico de Londres en una silla de ruedas eléctrica, siempre estaba a menudo acompañada de un dragón de Komodo de 3 metros de longitud. Aunque estaba gravemente enferma, continuó trabajando de forma intermitente, pintando en acuarela y escribiendo artículos para el Manchester Guardian. Murió de cáncer en su casa de Londres, el 20 de septiembre de 1931, a los 34 años. Según Peter Chalmers Mitchell, sus cenizas fueron depositadas en una tumba del Cementerio Inglés de Málaga.

## Conmemoraciones
George Alexander, que esculpió los reptiles en piedra alrededor de la entrada a la Casa de reptiles, después esculpió un busto de mármol de Joan Procter que fue expuesto en 1931 en la Real Academia de Arte de Londres. Posteriormente, en la Zoological Society, se colocó una placa conmemorativa de bronce en la entrada de la Casa de Reptiles del Zoo de Londres.
En el Día Internacional de la Mujer de 2014, la Sociedad Zoológica de Londres celebró los éxitos de Joan Procter, publicando también una imagen y uno de sus dragones de Komodo en su web.
Dos especies de reptiles han sido nombradas en honor de Joan Procter: una serpiente, Buhoma procterae (género Buhoma, antes Geodipsas procterae); y una tortuga, Testudo procterae (sinónimo de Kinixys spekii ).